# سوني إريكسون J105 Naite
(بالإنجليزية : Sony Ericsson J105 Naite)
J105 Naite هاتف محمول مصنوع بواسطة سوني إريكسون و هو من سلسلة "J".
هو هاتف قطع واحدة سعرة رخيص و يقع في الجزء السفلي من مجموعة هواتف GreenHeart.
أفرج عنة في مايو 2009, تركز الكاميرا علي تصوير صورة ثابتة, حجم الصورة 1600 × 1200.